# Psittacella
Psittacella is een geslacht van vogels uit de familie Psittaculidae (papegaaien van de Oude Wereld).

## Soorten
Het geslacht kent de volgende soorten:
- Psittacella brehmii – Brehms tijgerparkiet
- Psittacella madaraszi – Madarasz' tijgerparkiet
- Psittacella modesta – Kleine tijgerparkiet
- Psittacella picta – Bruinkoptijgerparkiet